# Chronologie der Fotografie
Chronologische Darstellung von Meilensteinen aus der Geschichte und Entwicklung der Fotografie.

## Anfänge bis 18. Jahrhundert
Wichtige Entwicklungen: Camera obscura – Laterna magica – Entwicklung der optischen und chemischen Grundlagen.
| 1717 | Johann Heinrich Schulze (1687–1744) weist als erster die Lichtempfindlichkeit von Silbernitrat experimentell nach. |
| 1733 | Es gelingt Chester Moor Hall (1703–1771), durch die Kombination einer Kron- und Flintglaslinse den ersten Achromaten zu bauen. |
| 1760 | Charles-François Tiphaigne de la Roche greift in seinem Roman Giphantie die Entdeckungen Johann Heinrich Schulzes als Möglichkeit auf, damit Photographie zu betreiben. |
| 1770 | Der schwedische Chemiker Carl Wilhelm Scheele (1742–1786) macht erste Versuche mit Silberchlorid und entdeckt dessen Lichtempfindlichkeit. Scheele findet auch heraus, dass geschwärztes Silberchlorid durch Ammoniak unlöslich wird; er entdeckt – ohne sich dessen bewusst zu sein – ein Fixiermittel, das die Beständigkeit des Bildes gewährleistet. |
| 1798 | Die Brüder Claude (1763–1828) und Joseph Nicéphore Niépce (1765–1833) führen erste Experimente zur chemischen Fixierung der in der Camera obscura erzeugten Bilder durch. |
| 1799 | Der Chemiestudent Thomas Wedgwood (1771–1805) versucht erfolglos, mit Hilfe lichtempfindlicher Stoffe die Bilder der Camera obscura zu fixieren. |
| 1800 | Wilhelm Herschel (1738–1822) entdeckt die Infrarotstrahlung. |

## 19. Jahrhundert

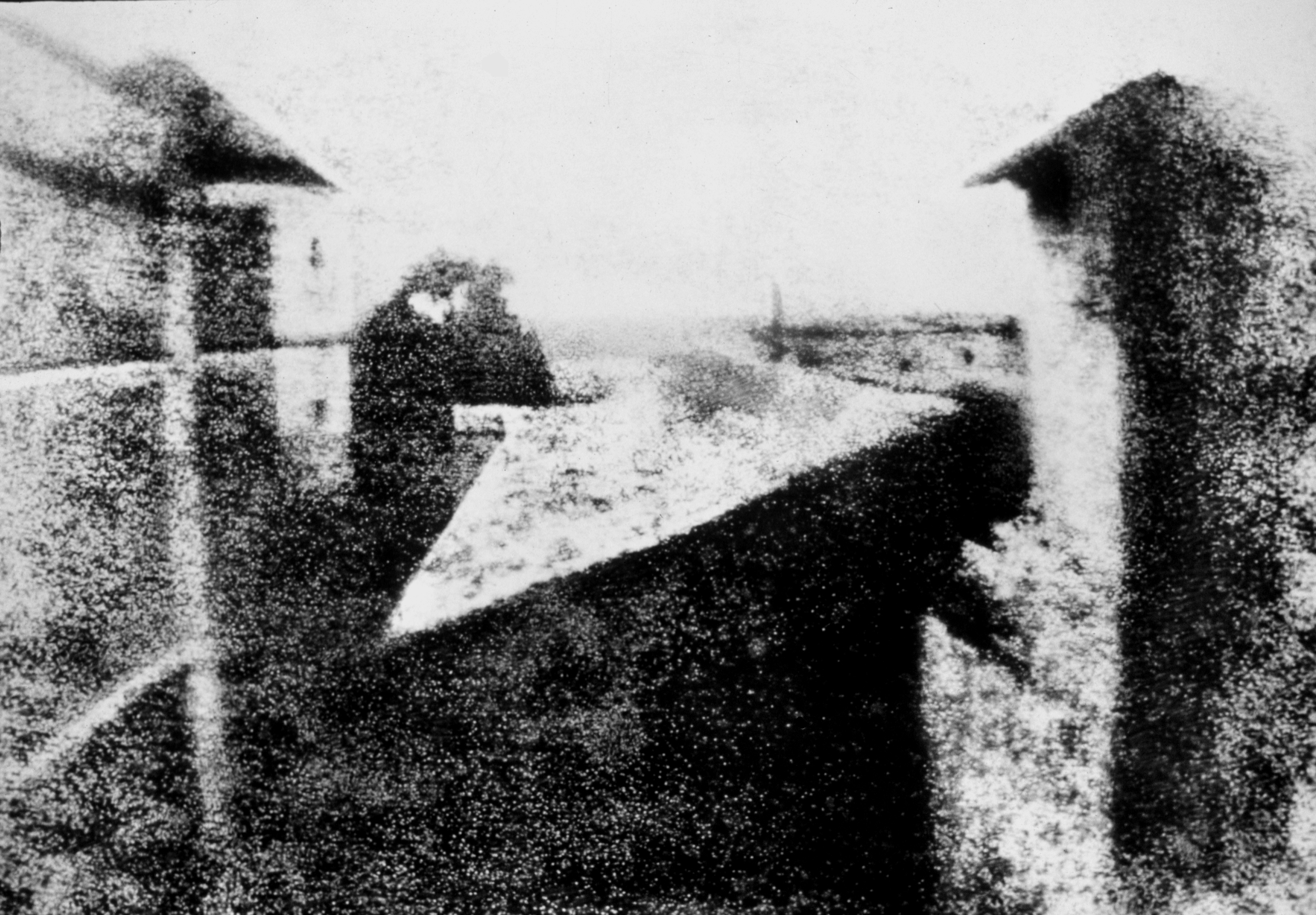
Die älteste erhaltene Fotografie auf einer asphaltbeschichteten Zinnplatte von Joseph Nicéphore Niépce mit Blick aus dem Arbeitszimmer seines Gutshofs Le Gras aus dem Jahr 1826.

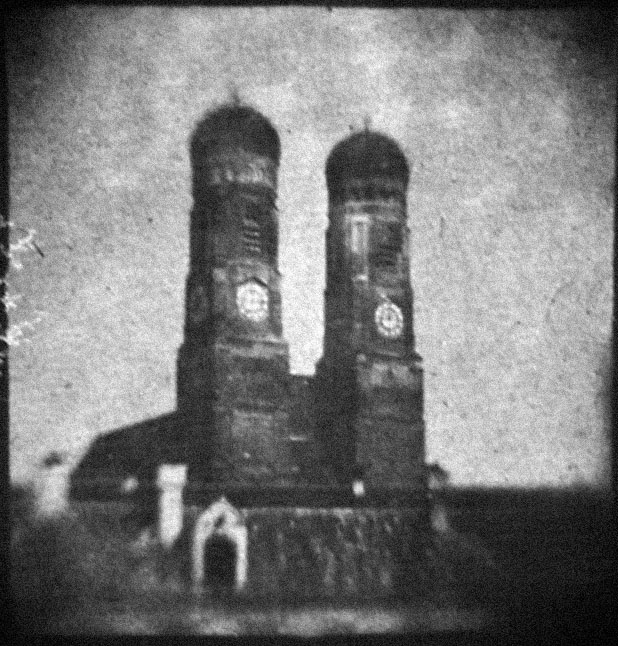
Bild auf die Westfassade der Frauenkirche in München von Franz von Kobell aus dem Jahr 1837.

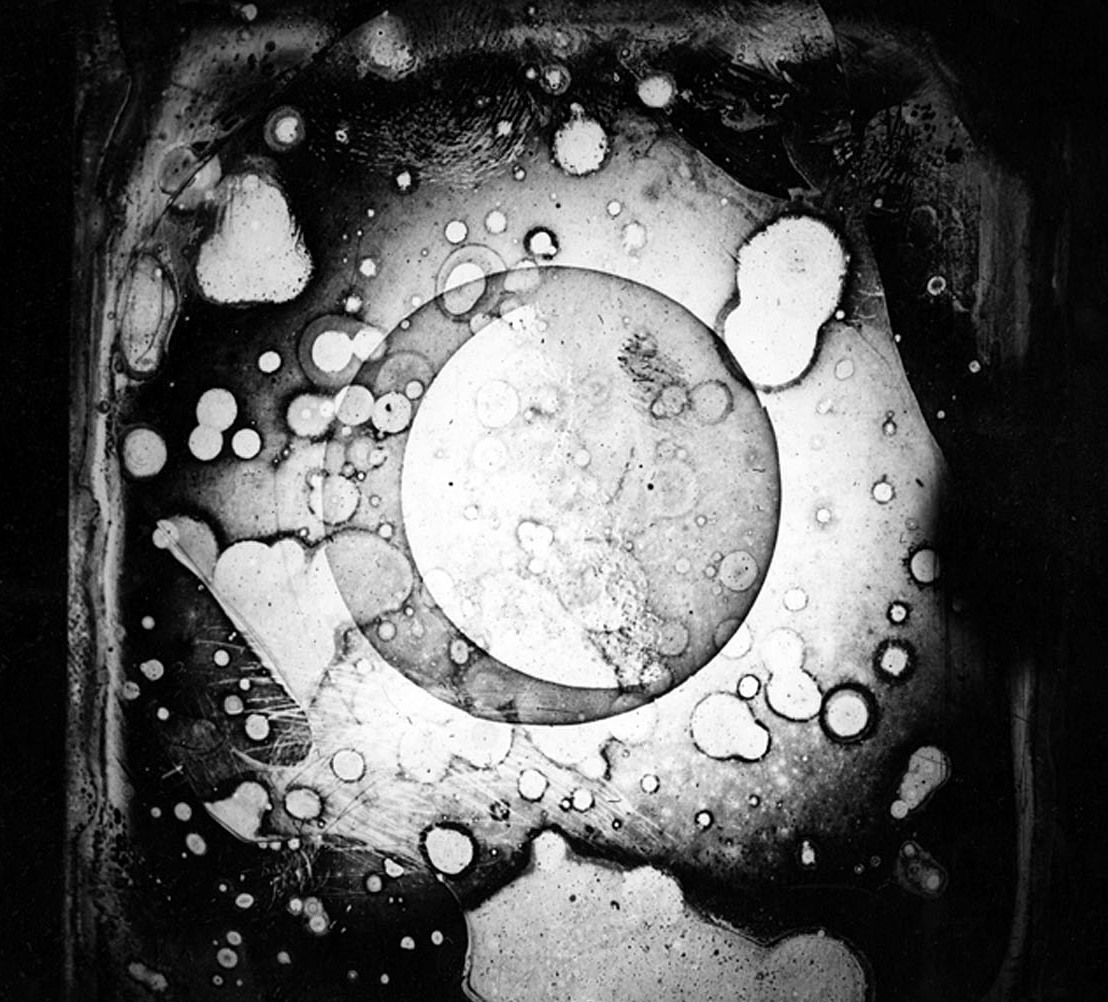
Die erste astronomische Daguerreotypie von John William Draper zeigt den Mond und wurde im März 1840 vom Dach des Observatoriums der New York University aus aufgenommen.

Wichtige Entwicklungen: Grundlagen der Fototechnik – Erfindung der Fotografie im heutigen Verständnis.
| 1802       | Thomas Wedgwood erfindet eine Methode, Kontaktkopien ohne Kamera herzustellen (Fotogramm) und veröffentlicht in London einen „Bericht über eine Methode, Bilder auf Glas zu kopieren und Silhouetten herzustellen durch Einwirkung von Licht auf Silbernitrat“ (An account of a method of copying paintings upon glass and of making profiles by the agency of light upon nitrate of silver). Es ist immer noch nicht möglich, die Bilder zu fixieren. Erst drei Jahrzehnte später entdeckt William Henry Fox Talbot ein geeignetes Fixiermittel. |
| 1814       | Humphry Davy entdeckt das dritte lichtempfindliche Silbersalz, das Silberiodid. |
| 1816       | Joseph Nicéphore Niépce fertigt die ersten Papierfotografien mit selbstgebauten Kameras aus dem Fenster seines Arbeitszimmers. |
| 1817       | Carl Friedrich Gauß berechnet ein Fernrohrobjektiv, das später nach ihm benannt wird. |
| 1819       | John Herschel entdeckt die Eigenschaft des Natriumthiosulfats, Silbersalze zu lösen. |
| 1822       | Die erste lichtbeständige heliografische Kopie eines grafischen Blattes fertigt Joseph Nicéphore Niépce an. Dies geschah mit Hilfe von Asphalt auf Glas. |
| 1824       | Joseph Nicéphore Niépce gelingt mit einer Camera Obscura die erste haltbare Abbildung auf einer asphaltbeschichteten Zinkplatte. |
| 1826       | Antoine-Jérôme Balard entdeckt die Lichtempfindlichkeit des Silberbromids. Joseph Nicéphore Niépce lernt den Besitzer des spektakulären Dioramas in Paris Louis J. M. Daguerre kennen. |
| 1826       | Acht Stunden lang belichtet Joseph Nicéphore Niépce den Blick aus dem Fenster seines Arbeitszimmers auf einer mit Asphalt lichtempfindlich gemachten Zinnplatte. Das Ergebnis ist ein Direktpositiv; dabei handelt es sich um die erste erhalten gebliebene lichtbeständige Fotografie. |
| 1829       | Niépce und Daguerre schließen einen Vertrag über die Verbesserung und Nutzung der auf lichtchemischem Weg gewonnenen Bilder. |
| 1835       | Das erste Negativ-Verfahren entsteht, als William Henry Fox Talbot das Fenster seiner Bibliothek von innen fotografiert. Dabei nutzt er eine nur 8 cm kleine, mit einer Linse ausgestattete Kamera. Sein Papier tränkt er mit Silbernitrat und einer Salzlösung. Erst als 1839 das Verfahren von Daguerre bekannt wird, setzt Talbot seine Versuche fort. |
| 1837       | Daguerre entdeckt die Eignung einer Kochsalzlösung als Fixiermittel. |
|            | Die älteste Aufnahme aus Deutschland vom März 1837 zeigt die Frauenkirche in München, wurde von Franz von Kobell hergestellt und wird im Deutschen Museum aufbewahrt. |
| 1838       | Charles Wheatstone beschreibt das Prinzip des Stereoskopisches Sehens. |
| 1839       | Die französische Akademie der Wissenschaften (Académie des sciences) verkündet, dass es Niépce und Daguerre gelungen sei, dauerhafte Bilder mit Hilfe der Camera Obscura aufzuzeichnen und gibt die Erfindung frei zur Nutzung in aller Welt; Daguerre wird als Erfinder der Fotografie gefeiert (Daguerreotypie). |
|            | Ähnliche Methoden fanden jedoch auch andere, unabhängig voneinander arbeitende Erfinder, so zum Beispiel Niépce, Talbot und Hippolyte Bayard. |
|            | In einem Beitrag zu den beiden photochemischen Herstellungsverfahren mit Silbersalzen prägte der Astronom Johann Heinrich von Mädler in der Vossischen Zeitung vom 25. Februar 1839 den Begriff Photographie. Mit Verweis auf den französischen Physiker François Arago schlug er den aus den altgriechischen Wörtern φωτός ("photós": zu Deutsch "des Lichtes") und γράφειν ("gráphein": zu Deutsch "schreiben" oder "zeichnen") zusammengesetzten Begriff als Alternative für "Lichtzeichnenkunst" vor.                                         |
| 1840       | Die Kalotypie wird durch William Henry Fox Talbot entdeckt. Dabei handelt es sich um eine positive Salzpapierkopie vom Papiernegativ, mit der man beliebig viele Kopien herstellen kann. |
|            | Josef Maximilian Petzval berechnet das erste lichtstarke Objektiv von 1: 3,7, f = 100 mm für Porträtaufnahmen. |
|            | In den USA wird das erste Porträt-Atelier durch Alexander S. Walcott eröffnet. |
| 1841       | Das erste europäische Porträt-Atelier in London wird eröffnet; der Inhaber ist Richard Beard (1801–1885). Noël Marie Paymal Lerebours stellt in Paris 1500 Porträts im ersten kommerziellen Atelier Frankreichs aus. |
|            | William Henry Fox Talbot lässt sich das erste Negativ-Positiv-Verfahren durch ein Patent schützen. Zur Aufnahme verwendet er Jodsilberpapier, das in Gallussäure und Silbernitrat entwickelt und in Natriumthiosulfat fixiert wird. Durch Baden in Wachs wird es transparent gemacht und wiederum auf ein Jodsilberpapier zu einem Positiv umkopiert. |
| 1842       | Eine frühe Reportage entsteht, als Hermann Biow und Carl Ferdinand Stelzner die Ruinen fotografieren, die der große Brand in Hamburg hinterlassen hat. |
| 1844– 1846 | Talbot veröffentlicht das erste mit Fotos illustrierte Buch, ein sogenanntes Lieferungswerk, das in insgesamt 6 Lieferungen erschien: The Pencil of Nature; die insgesamt 24 Fotografien, sogenannte Kalotypien (ein anderer Name dafür ist Talbotypie), wurden von Hand ins Buch eingeklebt. |
| 1847       | Der Engländer David Brewster erfindet die zweiäugige Stereokamera. |
| 1851       | Die Beschreibung des nassen Kollodiumverfahrens wird durch Frederick Scott Archer veröffentlicht. Bis 1880 bleibt dieses das wichtigste fotografische Verfahren. |
| 1854       | André Adolphe-Eugène Disdéri lässt ein verkleinertes Format, das er als Carte de visite bezeichnet, als Patent eintragen. Da er etwa ab 1859 in der Lage war, eine Platte mehrfach zu belichten, senkte er die Kosten der Herstellung. Diese vergleichsweise preiswerten Fotografien trugen sehr zur Beliebtheit und Verbreitung der Fotografie bei. |
| 1862       | Untersuchungen über farbfotografische Verfahren veröffentlicht der französische Pigmentdrucker Louis Ducos du Hauron. |
| 1864       | William B. Bolton (1848–1889) und B. J. Sayce (1839–1895) entwickeln die fotografische Kollodium-Bromid-Trockenplatte und bringen eine gebrauchsfertige Emulsion aus Bromsilber für Trockenplatten in den Handel, die ab 1867 industriell gefertigt wird. Joseph W. Swan entwickelt in Newcastle-upon-Tyne das Kohle-Umkopierverfahren, das die Mängel des Poitevinschen Kopierverfahrens beseitigt. Er entwickelt das mit einer Gelatineschicht überzogene Pigmentpapier.                                                                        |
| 1865       | Louis-Alphonse Poitevin unternimmt erste Versuche mit farbigen Bildern auf Papier; Abhandlung für die Pariser Akademie; Probleme mit der Echtheit und Haltbarkeit der Farben. |
| 1866       | C. A. Steinheil & Söhne erfinden mit den Aplanaten und John Henry Dallmeyer mit dem Rapid Rectlinear Objektive, die aufgrund ihrer symmetrischen Bauweise mit vier Linsen praktisch keine Verzeichnung aufweisen. |
| 1867       | Cyprien Tessie Du Motay (1819–1880) und Charles R. Maréchal erfinden den Lichtdruck (auch Lichtleimdruck bzw. Photolithographie oder Phototypie). |
| 1868       | Louis Ducos du Hauron erzielt den Durchbruch in der Farbfotografie. |
| 1871       | Richard Leach Maddox veröffentlicht seine Erfindung der Gelatinetrockenplatte, für die er eine Bromsilber-Gelatine-Schicht verwendet. Gegenüber der Kollodium-Nassplatte von 1851 steigert er die Empfindlichkeit um den Faktor 100 und erreicht eine Empfindlichkeit von ca. 5 ISO. |
| 1873       | Hermann Wilhelm Vogel, Professor für Photochemie in Berlin, gibt die orthochromatische Sensibilisierung des Negativmaterials bekannt. In Japan beginnt Rokusaburo Sugiura in Kojimachi, Tokio, mit dem Handel fotografischer und lithografischer Produkte. |
| 1877       | Eadweard Muybridge fertigt die ersten Reihenaufnahmen von beweglichen Motiven an. |
| 1878       | Voigtländer stellt das lichtstarke Euryscop vor, das auf Berechnungen von Hans Sommer basiert. |
| 1879       | Die ersten industriell gefertigten Bromsilber-Gelatinetrockenplatten werden von Johann Sachs in Berlin, Friedrich Wilde (1824–1868) in Görlitz sowie Carl Haack in Wien hergestellt. |
| 1880       | Die ersten Fotos erscheinen als Illustrationen in Zeitungen, so beispielsweise ein gerastertes Halbtonfoto in einer deutschen Zeitung. |
| 1881       | Hugo Adolf von Steinheil (1832–1893) stellt das lichtstarke Antiplanet vor. |
| 1886       | Der englische Militärfotograf Willoughby Wallace Hooper reizt die kürzer werdende Belichtungszeit aus, um die Gesichter von Gefangenen in der Sekunde vor dem Erschießungstod aufzunehmen. |
| 1888       | Die erste Rollfilm-auf-Papier-Kamera, die Kodak kommt auf den Markt. Die Vision des Amerikaners George Eastman war, das Fotografieren wesentlich zu vereinfachen. |
| 1894       | Der „Bosco-Automat“ für Ferrotypien wird durch George Grantham Bain (1865–1944) gegründet. Er nennt sie „Montauk Photo Concern“. |

## 20. Jahrhundert

### 1900 bis 1924
Wichtige Entwicklungen: Erfindung der Kleinbildkamera („Ur-Leica“) durch Oskar Barnack, neue, lichtstarke Objektivrechnungen.
| 1903      | Alfred Stieglitz gründet die Zeitschrift Camera Work. |
| 1907      | Das Autochromverfahren, mit dem sich mit einer Aufnahme farbige Fotografien fertigen ließen, wird durch die Brüder Auguste und Louis Lumière an den Markt gebracht.                                                  |
|           | Firma Ernemann: Ankündigung einer Panorama-Rundkamera (Panoramakamera) mit einem Bildwinkel von 360°. |
| 1908      | Die Produktion des schwer entflammbaren Sicherheitsfilmes auf der Basis von Acetatcellulose wird durch Agfa und Kodak aufgenommen.                                                                                   |
| 1912      | An der Königlichen Akademie der Graphischen Künste in Leipzig erhält Frank Eugene das erste in Europa eingerichtete Lehramt für „künstlerische Fotografie“.                                                          |
| 1913      | Den ersten Prototyp der „Leica“ mit dem neuen Filmformat 24 × 36 mm (Kleinbildnegativ) konstruiert Oskar Barnack. |
| 1873–1916 | Karl Schwarzschild – Nach ihm wurde der Schwarzschild-Effekt benannt. |
| 1922      | Man Ray: Champs Délicieux (Mappe mit Rayogrammen) |
| 1924      | Die Presse- und Reportagefotografie wird in Europa durch die Ermanox revolutioniert; die Kamera zeichnet sich durch das seinerzeit lichtstärkste Objektiv (größte Öffnung 1 : 2, später 1 : 1,8), das Ernostar, aus. |

### 1925 bis 1949
Wichtige Entwicklungen: Erste 6 × 6-Spiegelreflexkamera mit Wechselmagazinen und -objektiven (Victor Hasselblad); erste zweiäugige 6 × 6-Spiegelreflexkamera („Rolleiflex“), Messsucherkameras beim Kleinbildformat (Leica Mod. II und III, Zeiss Contax), erste Kleinbild-Spiegelreflexkamera (Kine-Exakta), photoelektrische Selen-Belichtungsmesser.
| 1925 | Die Leica wird serienmäßig auf dem Markt eingeführt. |
|      | László Moholy-Nagy: Malerei, Fotografie, Film (Bauhausbücher) |
| 1928 | Albert Renger-Patzsch: Die Welt ist schön (Bildband), Vertreter der Neuen Sachlichkeit. |
|      | Gründung der Fotoagentur Dephot. |
|      | Karl Blossfeldt: Urformen der Kunst (Bildband). |
| 1929 | Paul Franke und Reinhold Heidecke, Braunschweig, präsentieren mit der Rolleiflex die erste zweiäugige 6 × 6-Spiegelreflexkamera. |
|      | Ausstellung des Deutschen Werkbundes Film und Foto (FIFO) in Stuttgart. |
|      | Werner Graeff (1901–1978): Es kommt der neue Fotograf. |
|      | Franz Roh und Jan Tschichold: foto-auge (Bildband). |
| 1931 | Erich Salomon: Berühmte Zeitgenossen in unbewachten Augenblicken (Bildband). |
| 1932 | Gründung der Gruppe f/64 um Edward Weston in den USA. |
|      | Kleinbildkameras mit integriertem Messsucher zur Scharfstellung des Objektivs erscheinen von Leitz und Zeiss-Ikon, damit entfällt das bisherige Schätzen der Motiventfernung.                                                                 |
| 1933 | Der erste Kleinbildfilm Agfacolor für Farbdias nach dem Linienrasterverfahren kommt auf den Markt. |
| 1935 | Gründung der Farm Security Administration (FSA) in den USA. Die Öffentlichkeitsarbeit der FSA begründete die Sozialdokumentarische Fotografie.                                                                                                |
| 1936 | Erste Farbdiafilme mit chromogener Entwicklung in Deutschland (Agfacolor-Neu) und in den USA (Kodachrome). |
|      | Die Firma Ihagee bringt mit der „Kine-Exakta“ die erste Kleinbildspiegelreflexkamera auf den Markt. |
|      | Dissertation zur Soziologie der Fotografie von Gisèle Freund an der Pariser Sorbonne. |
|      | Erscheinen der ersten Ausgabe des Magazins LIFE. |
|      | Walter Benjamin: Das Kunstwerk im Zeitalter seiner technischen Reproduzierbarkeit. |
|      | Walter Zapp entwickelt die Ur-Minox. |
| 1938 | Als Grundlage der Bürokopierverfahren und der Sofortbildfotografie erfinden Edith Weyde (1901–1989) und André Rott das Silbersalzdiffusionsverfahren.                                                                                         |
|      | Kodak: Mit der Super Kodak Six-20 kommt in den USA die erste Kamera mit Belichtungsautomatik (Blendenautomatik nach Joseph Mihàlyi) auf den Markt. Sie kostete 225 US-$ und wurde wegen des hohen Preises vermutlich nur 719 mal hergestellt. |
|      | Die erste Minox 8x11 wird produziert. |
| 1941 | Agfa stellt das erste Colorpapier auf chromogener Entwicklungsbasis vor. |
| 1942 | Edwin Herbert Land meldet in den USA ein Patent für ein Sofortbildverfahren an. |
|      | Der Negativ-Rollfilm Kodacolor sowie das Farbpapier für Amateurfotografen wird in den USA auf den Markt gebracht. In Deutschland wird die Markteinführung des Agfacolor-Papiers durch den Krieg verhindert.                                   |
| 1943 | Der erste Spiegelreflex-Prismensucher für den Einblick in Augenhöhe mit seitenrichtigem, aufrechtem Bild sowie mit Rückschwingspiegel wurde in Ungarn am 23. August 1943 mit der Duflex von Jenő Dulovits patentiert.                         |
| 1947 | Lands Sofortbildverfahren „Polaroid“ wird nach einer Reihe von Detailverbesserungen der Weltöffentlichkeit vorgestellt. |
|      | Foto-Spiegel erscheint monatlich im Heering-Verlag. Herausgeber Walther Heering, Redaktion Bernd Lohse. Erste deutsche Fotozeitschrift nach dem Krieg und Vorläuferin des 1949 gestarteten Foto-Magazin.                                      |
| 1948 | Die Holographie wird durch Dennis Gábor entdeckt. Aber erst mit der Lasertechnik wird die Holographie 1960 praktisch einsetzbar. |
|      | Victor Hasselblad fertigt die erste 6 × 6-Spiegelreflexkamera mit Wechselmagazinen und -objektiven; ihr Metallschlitzverschluss ermöglicht eine kürzeste Belichtungszeit von 1/1600 s.                                                        |

### 1950 bis 1974
Wichtige Entwicklungen: Vergütung der Objektivlinsen zur Reflexminderung, Integration der Belichtungsmessung in das Kameragehäuse; Lichtmessung durch das Objektiv (Through the Lens – TTL); erste Blütezeit der Spiegelreflexfotografie; später Beginn des Siegeszugs der Zoomobjektive, Einführung von automatischen Belichtungsfunktionen.
| 1950 | Pierre Angénieux stellt den Retrofokus vor – welcher einen großen Entwicklungsschub in der optischen Leistung von Weitwinkelobjektiven ermöglicht. |
|      | Die erste Photokina findet in Köln statt. |
| 1953 | Die Zeiss Ikon Contaflex ist die erste Spiegelreflexkamera mit Springblende. |
| 1954 | Leitz: Mit der Leica M3 erscheint die erste Leica mit Bajonettverschluss für die Objektive. Diese Messsucherkamera verkauft sich außerordentlich erfolgreich und prägt die Reportagefotografie der 1950er und 1960er Jahre.                                          |
| 1955 | Wanderausstellung The Family of Man, Organisation durch Edward Steichen. |
| 1956 | Robert Frank: The Americans (Bildband). |
| 1957 | Russell Kirsch vom NIST (National Institute of Standards and Technology) macht das erste digitale Foto. |
|      | Nikon: Der im Prototyp S2E erstmals erprobte ansetzbare Motoranschluss mit Batterieantrieb wurde bei der Nikon SP nun serienmäßig zum Standard, hierfür stand der Kameramotor S-36 mit einer Geschwindigkeit von 3 Bildern je Sekunde zur Verfügung.                 |
| 1959 | Voigtländer: erstes serienmäßig produzierte Zoomobjektiv für Kleinbild-Fotokameras (Voigtländer „Zoomar“ 2.8/36-82mm). |
|      | Die Agfa Optima führt als erste Kamera die Programmautomatik ein. |
| 1960 | Das erste farbige Sofortbild Polacolor wird durch Edwin Land vorgestellt. |
|      | Konica baut seine erste Spiegelreflexkamera F: Ihr Metallschlitzverschluss hat die kürzeste Belichtungszeit von 1/2000 Sekunde, bei Blitzsynchronisation von 1/125 Sekunde.                                                                                          |
|      | Mt der Calypso (Kamera) kommt die erste Unterwasserkamera auf den Markt. |
| 1962 | Veröffentlichung des Silberfarbstoff-Bleichverfahrens Cibachrome in der Schweiz. NASA-Astronaut Walter Schirra bewegt die NASA Hasselblad 500Cs für das Mercury-Programm anzuschaffen.                                                                               |
| 1963 | Das Filmeinlegen wird durch Kassettensysteme von Kodak und Agfa erleichtert. |
|      | Die relativ wenig verbreitete Topcon RE Super ist die erste Spiegelreflexkamera mit TTL-Offenblendmessung überhaupt. |
| 1965 | Eine modifizierte Contarex wird beim Außenbordeinsatz während des Gemini 4 Fluges der NASA am 3. Juni 1965 verwendet. |
|      | Konica: Mit der Konica Auto-Reflex wird die erste Spiegelreflexkamera mit Schlitzverschluss präsentiert, die über eine Belichtungsautomatik verfügt. |
| 1966 | Rollei stellt mit der Rollei 35 die seinerzeit kleinste Kleinbildkamera der Welt vor, kaum größer als eine Zigarettenschachtel. |
|      | Pentacon produziert den ersten elektronischen Verschluss. |
| 1967 | Rollei Strobomatic 66: erstes Elektronenblitzgerät mit automatischer Lichtdosierung. |
|      | Leitz Noctilux 1,2/50mm: erstes Serienobjektiv mit asphärischen Linsen. |
| 1968 | Konica bietet das besonders lichtstarke 1,2/57mm Standard-Objektiv mit hoher Abbildungsleistung an. |
|      | Leitz: Leicaflex SL: erste deutsche Spiegelreflexkamera mit TTL-Belichtungsmessung bei offener Blende. |
| 1969 | Pentacon stellt mit der Praktica LLC das „Electric-System“ mit erstmaliger elektronischer Übertragung des Blendenwertes zur Offenblendmessung für M42-Spiegelreflexkameras vor. Eine Hasselblad Data Camera (HDC) wird bei der Mondlandung von Apollo 11 eingesetzt. |
| 1970 | Color Foto: Zur Photokina erscheint die erste Ausgabe unter dem Titel „Color“ (Nullnummer, IV/70). Die Fotozeitschrift erscheint ab 1971 monatlich. |
| 1971 | Canon: erstes Tilt-und-Shift-Objektiv für Perspektivkorrektur und Schärfedehnung, 2,8/35 mm. |
|      | Die Konica Autoreflex T ist die erste Spiegelreflexkamera mit Blendenautomatik. |
|      | Höhepunkt der Verbreitung von filmbasierten Spiegelreflexkameras: 800.000 verkaufte Kameras allein in Deutschland. |
|      | Zeiss-Ikon und die seit 1956 zum Konzern gehörende Marke Voigtländer geben als ehemals größte deutsche Kamerahersteller die Produktion von Fotokameras auf. |
| 1972 | Pentax ES: erste SLR-Kamera mit Zeitautomatik. |
|      | Polaroid: Edwin Land präsentiert 1972 das integrale Sofortbild-System SX-70; innerhalb von zehn Sekunden konnten fünf Bilder belichtet werden, die sich binnen vier Minuten selbst entwickelten.                                                                     |
|      | Kodak: Einführung des Pocket-Formats 13 × 17 mm auf 16 mm breitem Film. |
|      | Einführung der Mehrschichtvergütung von Objektivlinsen zur Reduktion von Falschlicht in der optischen Abbildung. |
|      | Einführung des C41-Prozesses als Standardverfahren für Negativfilmentwicklung durch Kodak. |
|      | Linhof: Aero-Technika 4x5 mit pneumatischem Vakuumsystem. |
| 1973 | Rollei: Vorstellung der Rolleiflex SLX, erste vollelektronische Kamera (Markteinführung jedoch erst 1978). |
|      | Vivitar Serie I 3,5/70–210: Beginn des Siegeszugs der Zoomobjektive („Gummilinsen“). |
| 1974 | Fuji ST-901: erste SLR-Kamera mit LEDs im Sucher. |
|      | Die Marke Contax wird in einer Kooperation zwischen Zeiss und Yashica fortgeführt. |
|      | Ilford: Ilfospeed, Vergrößerungspapier mit integrierten Entwicklungschemikalien. |
|      | Kodak: Einführung der Super-8-Filme und -Kameras mit Tonspur. |
|      | Josef H. Neumann fertigt Chemogramme an, in denen die Disziplinen Fotografie und Malerei erstmals in der fotografischen Schicht vereint werden. |

### 1975 bis 2000
Wichtige Entwicklungen: Einführung der Digitalfotografie; Spiegelreflexkameras mit Autofokus; Belichtungsautomatiken werden Standard; Steuerung zahlreicher Funktionen durch Mikroprozessortechnik.
| 1975 | Minox 35 EL: jetzt kleinste 35 mm-Kamera. Sie übernimmt den Titel „Kleinste Kleinbildkamera der Welt“ von der Rollei 35. Die Minox 35 ist nur wenig kleiner, aber deutlich leichter als die Rollei 35.                                      |
|      | Die erste 'Digitalkamera' von Steven J. Sasson 1975 – eigentlich ein Still Video Kamerasystem (SVC), bei dem das analoge Signal vom CCD-Sensor intern digitalisiert auf einem Magnetband (außerhalb der Kamera) gespeichert wurde.          |
| 1976 | Canon AE-1: erste Kleinbild-Spiegelreflexkamera mit Mikroprozessor. |
|      | Olympus OM-2: „autodynamische“ Belichtungsmessung auf dem Vorhang oder der Filmoberfläche erlaubt erstmals auch TTL-Blitzlichtmessung. |
|      | Minolta: Minolta 110 Zoom SLR, ein Höhepunkt des Pocketkamera-Systems. |
|      | Schneider Variogon 5,6/140–280 mm: erstes Zoom für Hasselblad-Kameras. |
|      | Kodak: Der E-6 Entwicklungsprozess löst E-4 als Standard-Entwicklungsprozess für Umkehrfarbfilme ab. |
|      | Carl Zeiss Jena MKF 6: Multispektralkamera im All mit der „Sojus 22“. |
| 1977 | Erste hochempfindliche Farbnegativfilme auf dem Markt: Fujicolor II 400 und Kodacolor 400 (ISO 400/27°). |
|      | Minolta XD-7: erste SLR-Kamera mit Mehrfach-Automatik (Vorläufer der Programmautomatik). |
|      | documenta 6, Kassel, Erstmals wurde auf einer documenta die Fotografie in ihrer gesamten Bandbreite und bis hin zur Gegenwart gezeigt (Kuratoren: Klaus Honnef und Evelyn Weiss in Zusammenarbeit mit Gabriele Honnef-Harling).             |
| 1978 | Markteinführung der ersten vollelektrischen Kamera: die Rolleiflex SLX für das Mittelformat. |
|      | Konica FS-1: erste KB-SLR mit integriertem Filmtransport-Motor und die Konica C35 AF kommt als erste serienreife Autofokus-Sucherkamera auf den Markt.                                                                                      |
|      | Erster hochempfindlicher Diafilm: Kodak Ektachrome 400 (ISO 400/27°). |
|      | Ilford: Multigrade-Materialien mit variabler Gradation. |
|      | Fujifilm AZ-1: erste SLR mit Zoom 43–75 mm als Standardobjektiv. |
|      | Das Metz SCA-System macht Fremdblitzgeräte mit den neuen Systemfunktionen verschiedener Hersteller kompatibel. |
|      | Polaroid Polavision: ein „Sofort-Schmalfilm“-System. |
| 1979 | Schwarzweiß-Fotopapiere mit Gradationswandlung setzen sich durch. |
|      | Die zusammengesetzte Empfindlichkeitsangabe ISO ersetzt ASA und DIN. |
| 1980 | Rollei Rolleiflex SL2000F: KB-SLR mit Wechselmagazinen, integriertem Motor und doppeltem Suchersystem. |
|      | Erste chromogene SW-Filme für C41-Prozess: Der Ilford XP1 400 und Agfapan Vario-XL, erste Schwarzweißfilme, die im Colorprozess entwickelt werden.                                                                                          |
| 1981 | Gründung der Zeitschrift Fotogeschichte |
|      | Minox: EC, kleinste und leichteste Minox-Kamera (80x30x18 mm, 46 g). |
|      | Pentax ME-F: Erste Spiegelreflexkamera mit ansetzbaren Autofokusobjektiven. |
|      | Nikon FM2 : kürzeste Verschlusszeit von 1/4000 s und Blitzsynchronzeit von 1/200 s. |
|      | Kodak: Einführung des Disc-Systems (Filmträger auf einer kleinen diskettenartigen Scheibe aufgebracht), welches wegen mangelnder Marktdurchdringung schon wenige Jahre später wieder eingestellt wird.                                      |
|      | Tokina: 35–200 mm, „Super-Zoom“. |
|      | Leitz/Kindermann: Einführung des LKM-Systems für die Diaprojektion. |
|      | Sony Mavica: Vorstellung der „Mavica“ (Magnetic Video Camera), analoge Aufzeichnung auf 3 ½"-Diskette; das vorgestellte Gerät kommt jedoch nicht auf den Markt.                                                                             |
|      | Reflecta: Einführung des CS-Systems für die Diafotografie (Compact and Secure, deutsch kompakt und sicher), die Projektormagazine fassen nun dank dünner Kunststoffrähmchen auf gleichem Platz doppelt so viele Dias wie Universalmagazine. |
|      | Kodak: Kodacolor VR-1000 mit T-Grain-Kristallen, erster Farbfilm mit Empfindlichkeit von ISO 1000/31°. |
| 1983 | Olympus OM-4: erste Kleinbildkamera, die Spotbelichtungen mit bis zu acht verschiedenen Messungen ermöglicht (Multi-Spotmessung). |
|      | Nikon FA: erste Kamera mit Mehrfeld-Belichtungsmessung |
|      | Kodak, Fujifilm: Einführung neuer feinkörniger Filme, basierend auf T-Kristall-Technologie des Disc-Materials. |
|      | 3M: ColorSlide 1000, erster Diafilm mit Empfindlichkeit von ISO 1000/31°. |
|      | Einführung des Systems der DX-Codierung für Kleinbild-Filme durch Kodak. Es ermöglicht das automatische Abtasten der Filmempfindlichkeit im Gehäuse.                                                                                        |
| 1984 | Canon T70: Abkehr von mechanischen Bedienungselementen; erste SLR-Kamera mit großem LC-Display. |
|      | Einführung der ersten kommerziellen Digitalkameras aus der Serie Canon ION. |
| 1985 | Minolta 7000: die erste motorgetriebene SLR-Autofokuskamera mit TTL-AF und im Gehäuse integrierten AF-Motor. |
|      | Tamron Fotovix: Gerät zum Kopieren von Dias und Negativen auf Videoband. |
| 1986 | Contax 167MT: erste Kamera mit Belichtungsreihenautomatik. |
|      | Leitz: Leica R5: erste KB-SLR mit variabler Programmautomatik, dadurch sind Lichtwertkombinationen von Zeit und Blende wie bei einem Zentralverschluss möglich.                                                                             |
|      | Kodak T-Max: erster Schwarzweißfilm mit Flachkristallen. |
| 1987 | Rolleiflex 2,8 GX: zweiäugige Kamera mit TTL-Belichtungs- und Blitzmessung. |
|      | Mamiya: 6 × 6-Sucherkamera mit Wechselobjektiven. |
| 1988 | Minolta Dynax 7000i: verwendet erstmals einen „vorausberechnenden“ Autofokus bei bewegten Objekten. |
|      | Der weiterentwickelte Copal Square-Metallschlitzverschluss erreicht in der Nikon F4 1/8000 s und 1/250 s Blitzsynchronisation |
|      | Bridgekamera sollen die Vorteile von Spiegelreflex- und Sucherkameras kombinieren, verfügen jedoch über ein fest eingebautes Zoom (Chinon GS-7, Olympus AZ-300, Ricoh Mirai).                                                               |
|      | Yashica: Samurai, Versuch der Wiederbelebung des Halbformats. |
| 1989 | Einführung der „Wegwerf“–Kameras („Single use“). |
| 1990 | Kodak DCS 100: erste digitale Spiegelreflexkamera auf Basis Nikon F3. |
|      | Fuji Fujichrome Velvia: Einführung des hochauflösenden Diafilms für den E-6-Entwicklungsprozess durch Fujifilm. |
|      | Agfa: Einführung des „Digital Print System“ (DPS, Digiprint), basierend auf einem digitalen Printer, der hochwertige Positivkopien von Dias auf Negativpapier ermöglicht.                                                                   |
| 1991 | Vorstellung der Noblex-Panoramakameras durch die Noble Werke in Dresden (heute: Kamerawerke Dresden). |
|      | Fujifilm DSC-100: erste Digitalkamera mit Aufzeichnung der Bilddaten im JPEG-Format. |
| 1992 | Kodak Photo CD: Vorstellung durch Kodak und Philips („elektronisches Fotoalbum“). |
|      | Nikon: Nikonos RS, erste Unterwasser-Spiegelreflexkamera. |
| 1993 | Fujicolor Super G: Erster Farbnegativfilm mit ISO 800/30°. |
| 1994 | Nikon: Zoom 700VR, Sucherkamera mit Funktion zur Verwackelungsreduzierung. |
| 1995 | Canon EF-S 4,0–5,6/75–300 mm IS USM: erstes Objektiv mit integriertem Bildstabilisator. |
|      | Casio QV 10: Die erste für den Amateurbereich taugliche Digitalkamera heutigen Standards wird eingeführt. |
|      | Fujifilm 645: erste Mittelformatkamera mit Autofokus. |
|      | Agfa: Einführung des Schwarzweiß-Diafilms Scala 200, der den Agfa DD (Dia-Direkt) ersetzt. |
|      | Mamiya 7: Erste Messsucherkamera für das Format 6 × 7 mit Wechselobjektiven. |
|      | Lomo: Einfachkamera mit „Kultstatus“ |
| 1996 | Die Zeitschrift Photographie präsentiert sich als erste deutschsprachige Fotofachzeitschrift im Internet. |
|      | Einführung des APS (Advanced Photo System) im April durch Canon, Fujifilm, Kodak, Minolta und Nikon. |
|      | Minolta Dimâge RD-3000: Erste digitale Spiegelreflexkamera mit an das Sensorformat angepassten Wechselobjektiven (2,7 Mio. Pixel). |
|      | 98 % der aktuellen Bilder der Düsseldorfer BILD-Lokalredaktion stammen aus Digitalkameras. |
|      | Hasselblad XPan: Von Fujifilm entwickelte Kleinbild-Zweiformatkamera für Normal- und echte Panoramaaufnahmen. |
|      | Fujifilm: Fujichrome 100ix, erster APS-Diafilm. |
| 1997 | Diavographie: Das von dem GEO-Fotografen Heinz Teufel mitentwickelte Reproverfahren ermöglicht hochwertige Fotodrucke unter Verwendung von digitaler Technik.                                                                               |
| 1999 | Nikon D1: Erste in Großserie gebaute digitale Spiegelreflexkamera, Beginn des flächendeckenden Einsatz von Digitalkameras in der Pressefotografie.                                                                                          |
|      | Nokia Communicator 9110 (mit GEOS OS): Multifunktionshandy kommuniziert mit Digitalkamera Casio QV-7000SX über IR-Schnittstelle. |
| 2000 | Ricoh RDC-i700: internetfähige Digitalkamera mit Touchscreen-Display (9 cm Diagonale). |
|      | Sharp: Mit dem Modell J-SH04 kommt in Japan das erste Mobiltelefon mit eingebauter Kamera auf den Markt |

## 21. Jahrhundert
Wichtige Entwicklungen: Wendepunkt: Der deutsche Fotohandel macht erstmals mehr Umsatz mit Digitalkameras als mit konventionellen Modellen; mit in Mobiltelefonen eingebauten Kamerafunktionen wird häufiger fotografiert als mit reinen Kameras; globaler Zusammenbruch der Industrie für Analogfotografie. Elektronische Sucher, spiegellose Systemkameras, digitale Kameras und Kamerasysteme bekommen im Laufe der Jahre immer mehr innovative Funktionen, die die Arbeit der Fotografen erleichtern und verbessern, wie zum Beispiel Kontrastmessung, Weißabgleich, Live-View, Softwarelupe, Fokus-Peaking, Live-Histogramm der Belichtungswerte, Gesichtserkennung, High Dynamic Range Image, Bildstabilisierung, automatische Sensorreinigung, hohe Sensorempfindlichkeiten, automatische Kompensation von Verzeichnung, Randlichtabfall und chromatischer Aberration, Superzoom.
| 2001 | Museum of Modern Art, New York : Das MOMA in New York widmet erstmals einem deutschen Fotografen, dem Becher-Schüler Andreas Gursky, eine Einzelausstellung. |
| 2002 | Olympus und Kodak kündigen den Four-Thirds-Standard an. Es besteht im Wesentlichen aus Wechselobjektiven und entsprechenden Spiegelreflexkameragehäusen. |
|      | Kyocera kann die erste digitale Spiegelreflexkamera mit einem Sensor im Vollformat (24 × 36 mm), Contax N Digital, ausliefern. |
|      | Sigma stellt mit der SD9 die erste Kamera mit Foveon-Bildsensor vor. |
| 2003 | Sony Cyber-shot DSC-F828: erste Consumer-Kamera mit 8 Megapixeln (4color-CCD) |
| 2004 | Nikon F6: Endpunkt der Entwicklung der Kleinbildspiegelreflexkamera |
|      | Konica Minolta Dynax 7D: erste DSLR mit einem im Kameragehäuse integrierten Bildstabilisierungs- (Anti-Shake)-System. |
|      | Epson R-D1: ist die erste digitale Messsucherkamera, sie besitzt ein Leica-M-Bajonett. |
| 2005 | Olympus E-330: die erste digitale Spiegelreflexkamera mit Live-View (das Sucherbild ist jederzeit aktuell auf dem beweglichen Bildschirm zu sehen); 7,5 Megapixel-MOS-Sensor (Four Thirds).                                                                                             |
|      | Leica bietet das Leica Digital-Modul-R (10-MB-Sensor) für die Kleinbildspiegelreflexkamera R8 an. |
|      | Kyocera zieht sich aus dem Kamerageschäft zurück. |
|      | AgfaPhoto, u. a. Hersteller der Agfa-Fotofilme und des Agfa-Fotopapiers und Vertreiber asiatischer Digiknipsen, geht die Insolvenz. |
| 2006 | Sony übernimmt die Konica-Minolta-Kamera-Sparte und stellt die erste Sony-α-Spiegelreflexkamera vor. |
|      | Leica stellt mit der M8 seine erste digitale Kamera der M-Reihe vor (10,3-MB-Sensor). |
| 2007 | Das Smartphone setzt sich allmählich als allgemeines Mobilfunk-Telefondesign durch. Die eingebauten Kameras und Kamerafunktionen werden immer raffinierter. Die Verkaufszahlen von Einsteiger-Digitalkameras gehen deshalb erstmals zurück.                                             |
| 2008 | Olympus und Panasonic kündigen das Micro-Four-Thirds-System an, bei dem die Kameragehäuse ohne Spiegel ausgestattet sind. Die Panasonic LUMIX DMC-G1 wird als erstes Kameragehäuse des neuen Systems vorgestellt.                                                                       |
|      | Nikon D90: erste digitale Spiegelreflexkamera mit echter Videofunktion zum Aufzeichnen von Filmen. |
| 2009 | Kodak: Kodak stellt die Produktion von KODACHROME-Filmen ein, die seit 1935 produziert wurden. |
|      | Fujifilm: Fujifilm bringt mit der „FINEPIX REAL 3D W1“-Kamera die erste digitale 3D-Kamera, sowie das erste autostereoskopische 3D-Display „FINEPIX REAL 3D V1“ auf den Markt. |
| 2010 | Panasonic führt mit dem Modell Lumix DMC-G2 das erste Systemkameragehäuse mit berührungsempfindlichem Bildschirm ein. |
| 2011 | Für die Fotografie Rhein II von Andreas Gursky, Fotograf aus Düsseldorf, wird bei Christie’s das Rekordergebnis von 3,19 Millionen Euro erzielt. |
| 2013 | Ilford Imaging Switzerland: Am 30. Juli 2013 muss der Hersteller für analoges Film- und Fotoverbrauchsmaterial bekannt geben, dass er keinen Investor finden kann und geht daraufhin am 28. November 2013 in Konkurs. Das britische Unternehmen ILFORD PHOTO ist davon nicht betroffen. |
| 2014 | Panasonic: Panasonic bringt im Micro Four Thirds mit der Panasonic Lumix DMC-GH4 die erste Systemkamera mit einer Datenrate von bis zu 200 Megabit pro Sekunde und der Möglichkeit der Aufzeichnung von Videoaufnahmen im 4k-Modus auf den Markt.                                       |
| 2015 | Panasonic / Sony: mit der Sony A7 II und der Panasonic Lumix DMC-GX8 werden erste digitale Kameragehäuse vorgestellt, bei denen die mechanische Bildstabilisierung im Kameragehäuse mit der in Objektiven kombiniert werden kann.                                                       |
| 2020 | Am Ende des Jahres kündigte Cosina die Produktion des extrem lichtstarken Objektivs Super Nokton 29 mm F0,8 an. |